# Fremont (Kalifornia)
Fremont – miasto w Stanach Zjednoczonych, w stanie Kalifornia, nad zatoką San Francisco, w obszarze metropolitalnym San Francisco-Oakland-San Jose. Około 210,2 tys. mieszkańców.
We Fremont urodziła się Helen Wills Moody, amerykańska tenisistka.
W mieście rozwinął się przemysł spożywczy, samochodowy oraz komputerowy.

## Miasta partnerskie
- Puerto Peñasco, Meksyk
- Fukaya, Japonia
- Horta, Portugalia
- Lipa, Filipiny
- Jaipur, Indie